# Klaus-Dieter Müller

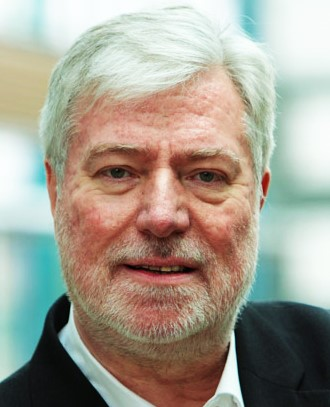
Klaus-Dieter Müller, 2013

Klaus-Dieter Müller (* 20. Juni 1951 in Neumünster/Holstein) ist ein deutscher Medien- und Politikwissenschaftler und ehemaliger Landespolitiker. Er war von 2003 bis 2018 Professor an der Filmuniversität Babelsberg Konrad Wolf, ist jetzt Mitglied des Kuratoriums der Filmuniversität. von 2016 bis 2022 war Müller Gründungspräsident der Berlin School of Sustainable Futures, University of Applied Sciences. Von 1996 bis 2005 war er Mitglied des Schleswig-Holsteinischen Landtags.

## Leben
Müller wuchs in Neumünster (Schleswig-Holstein) auf und machte dort im Jahr 1971 an der Immanuel-Kant-Schule Abitur, studierte mit Unterbrechungen an der Universität Hamburg Rechts- und Politische Wissenschaft und beendete 1984 das Studium als Diplom-Politologe. Seit 1972 war Müller auch als Selbstständiger tätig, er führte zunächst die Service-Betriebe am Schwedenkai der Landeshauptstadt Kiel und ist seit 1979 als Fernsehproduzent tätig. Am 23. Dezember 2005 verlieh ihm die Fakultät Wirtschafts- und Sozialwissenschaften der Universität Hamburg den Titel eines Doktors der Philosophie. Seine Dissertation ist im Vistas Verlag unter dem Titel „www.internet-abgeordnete.de – Die digitale Welt und das Rollenverständnis von Abgeordneten“ veröffentlicht.
Zwischen dem Jahr 2003 und der Vollendung des 67. Lebensjahres 2018 lehrte Müller an der Filmuniversität Babelsberg, früher Hochschule für Film und Fernsehen „Konrad Wolf“ Potsdam-Babelsberg, der Kunsthochschule des Landes Brandenburg, Medienwissenschaft und Entrepreneurship. Von 2016 bis 2022 war er Gründungspräsident einer privaten Hochschule in Berlin.
Klaus-Dieter Müller ist evangelisch und hat zwei Töchter und zwei Enkelkinder und einen Urenkel.

## Politische Arbeit
Klaus-Dieter Müller trat im Jahr 1969 in die SPD ein, schon mit 24 wurde er Mitglied der Ratsversammlung der Stadt Neumünster. Schon früh fokussierte Müller seine politische Arbeit auf wirtschaftspolitische Themen und Fragen der beruflichen Selbstständigkeit und ihrer politischen Bedeutung. Ende der Siebziger-Jahre wurde er in den Landesvorstand der Arbeitsgemeinschaft Selbstständige in der SPD (AGS) gewählt, der Mittelstandsorganisation der SPD. 1983 wurde er Landesvorsitzender in Schleswig-Holstein, was er bis 2006 blieb, 1987 bis 1997 war er auch stellvertretender AGS-Bundesvorsitzender. 1996 wurde er als Direktkandidat im Wahlkreis Kiel-Südwest in den Schleswig-Holsteinischen Landtag gewählt, 2000 gewann er den Wahlkreis erneut direkt. 2005 trat er nicht wieder an, da er seinen Lebensmittelpunkt nach Berlin und Potsdam verlegt hatte. Von 1991 bis 2010 war Müller auch Sprecher des Managerkreises der Friedrich-Ebert-Stiftung Nord-Ostdeutschland und Mitglied des Bundesvorstands des Managerkreises. Er ist weiterhin Mitglied im Steering-Komitee dieser Organisation. Im Schleswig-Holsteinischen Landtag war er neun Jahre Sprecher der SPD im Wirtschaftsausschuss und dessen stellvertretender Vorsitzender sowie Stiftungsrat der Technologiestiftung des Landes.

## Arbeit als Wissenschaftler und Journalist
Im Jahr 2003 wurde Müller als Honorar-Professor an die älteste deutsche Filmhochschule, die Hochschule für Film und Fernsehen „Konrad Wolf“, der jetzigen Filmuniversität Babelsberg, in Potsdam-Babelsberg berufen und lehrte dort Medienpolitik und Entrepreneurship. Von 2004 bis 2024 war er Vorsitzender des Vorstands und Wissenschaftlicher Leiter des IBF (Institut Berufs- und Innovationsforschung Medien e. V.) und des Projekts Media Exist, dem Gründungszentrum für die Kreativwirtschaft in der Metropolregion Berlin/Potsdam. Die EU-Kommission verlieh dem Projekt das Prädikat „best practice“. Es wurden besonders innovative Gründungsprojekte in der Medien- und Kreativwirtschaft fachlich betreut und in die Selbstständigkeit begleitet. Müller war Mitglied des Kuratoriums der Filmuniversität Babelsberg Konrad Wolf.
In den Jahren 2010 bis 2015 war Müller Vorstandsvorsitzender des BIEM Brandenburgisches Institut für Entrepreneurship und Mittelstandsförderung e.V.; dem Verbund aller Lehrstühle für Innovations- und Gründungsmanagement und der Gründungszentren an den neun staatlichen Hochschulen und Universitäten des Landes Brandenburg. Er ist Initiator und Verantwortlicher für das BIEM-Qualitätsmodell für Lehre, Beratung und Coaching. 2010–2014 war das von Müller geleitete Institut IBF auch Projektträger des Landes Brandenburg für das Förderprogramm „Innovationen brauchen Mut“ zur Unterstützung der Beratung und des Coachings für Gründer, die nicht aus Hochschulen kommen.
Von 2009 bis 2022 verantwortete Müller auch den IBF-Forschungs- und Studienschwerpunkt „Klimawandel und Medien“ mit seiner Mitwirkung an den interdisziplinären Projekten Climate Media Factory und PROGRESS.
Von 2014 bis 2022 hat Müller die Salzburg Urstein Institut GmbH beim Aufbau einer Hochschule in Berlin beraten. Er war Gründungspräsident der Berlin School of Sustainable Futures, University of Applied Sciences.
Seit Januar 2020 ist Müller als politischer Kommentator für den Sender Radio Paradiso tätig. Wöchentlich spricht Müller unter dem Titel „Von der Seele reden“ zu aktuellen Themen, nimmt aber auch auf christliche Fragestellungen Bezug. Seit zehn Jahren ist Müller Vorstand der überkonfessionellen Stiftung Christliche Werte leben, der es darum geht, christliche Werte und ihre Orientierungskraft unterhaltsam medial zu vermitteln. Die Beiträge sind auf der Homepage des Senders und auf dem Podcast der Stiftung Christliche Werte leben mit dem Titel „Von der Seele reden“ abzurufen.
Seit 2023 ist Müller Strategie-Berater für die Investorengruppe Teufelsberg Berlin beim Aufbau politikwissenschaftlicher Institute und für die Ansiedlung von Start-ups auf dem Teufelsberg.

## Künstlerisches Wirken
Klaus-Dieter Müller ist seit vielen Jahren als Maler und Förderer des künstlerischen Nachwuchses tätig. 1995 gründete er die Klaus-Dieter Müller-Stiftung zur Förderung des Nachwuchses in Kunst, Kultur und Medien. Seine eigenen Bilder wurden in den letzten Jahren auf diversen Einzel- und Gemeinschaftsausstellungen in Kiel, Lübeck, Hamburg, Berlin, Budapest, Balatonfüred, Kaliningrad, Brüssel und Helsinki gezeigt. Zum 40-jährigen Bestehen der Goethe-Institute in Asien wurden Müllers Bilder in einer Gemeinschaftsausstellung 2003 zusammen mit Werken von Peter Nagel, Cora Korte, Bernhard Schwichtenberg und Janusz Dittloff im Deutschen Kulturinstitut in Taiwans Hauptstadt Taipei gezeigt.

## Schriften
- Klaus-Dieter Müller: www.Internet-Abgeordnete.de: Die digitale Welt und das Rollenverständnis von Abgeordneten. VISTAS Verlag, Berlin 2007, ISBN 978-3-89158-446-0.
- Klaus-Dieter Müller: Vorwort. In: Peter Sloterdijk: Theory of the Post-War Periods, Observations on Franco-German Relations since 1945. Springer, Wien / New York 2009, ISBN 978-3-211-79913-0.
- Klaus-Dieter Müller (Hrsg.): Edition Zukunft der Medien. Band 1: Dana Mietzner, Martin Kamprath, Dieter Wagner: Zukunftsperspektiven und Kompetenzentwicklungen in der Medienbranche. Eine Szenarioanalyse. bfv babelsberg filmverlag, Potsdam 2010, ISBN 978-3-9813432-2-9.
- Dieter Wiedemann, Klaus-Dieter Müller (Hrsg.): Book of Fame, 55 Jahre HFF Hochschule für Film und Fernsehen „Konrad Wolf“ Potsdam-Babelsberg. bfv babelsberg filmverlag, Potsdam 2010, ISBN 978-3-9813432-0-5.
- Klaus-Dieter Müller, Wolfgang Flieger, Jörn Krug: Beratung und Coaching in der Kreativwirtschaft. Kohlhammer Verlag, Stuttgart 2011, ISBN 978-3-17-021117-9.
- Klaus-Dieter Müller, Christoph Diensberg (Hrsg.): Methoden und Qualität in Gründungslehre, Gründungscoaching und Gründungsberatung, Interventionen und Innovationen. EUL Verlag, Köln 2011, ISBN 978-3-8441-0093-8.
- Klaus-Dieter Müller, Cord Siemon: Gründungsnetzwerke: Ein organisationaler Rettungsanker zur Vitalisierung des Gründungsgeschehens. In: Der Network-Guide. Januar 2012, S. 52–62.
- Klaus-Dieter Müller: Wissenschaft in der digitalen Revolution. Klimakommunikation 21.0. Springer VS, Wiesbaden 2013, ISBN 978-3-658-00880-2.
- Klaus-Dieter Müller: Erfolgreich Denken und Arbeiten in Netzwerken – Networking als Kulturtechnik. Springer VS, Wiesbaden 2013, ISBN 978-3-658-02108-5.
- Klaus-Dieter Müller, Cord Siemon: Methoden für die Gründungsqualifizierung. Update International: Bewährtes und Neues. tredition, Hamburg 2016, ISBN 978-3-7345-1865-2.
- Klaus-Dieter Müller: Das iPhone und der liebe Gott. Sinnlose Zeit besiegen im Zeitalter grenzenloser Kommunikation. Wilhelm Fink Verlag, Paderborn 2016, ISBN 978-3-7705-6053-0.
- Christoph Hilger, Klaus-Dieter Müller: Reiseland Ich – Wege zur besseren Selbstführung. tredition, Hamburg 2016, ISBN 978-3-7345-5741-5.
- Klaus-Dieter Müller: Neues aus dem Schlaraffenland, Essays, Gedichte und Bilder. tredition, Hamburg 2016, ISBN 978-3-7345-7150-3.
- Klaus-Dieter Müller: Märkte sind Kultur. Komet Druck- und Verlagshaus Pirmasens 2017
- Klaus-Dieter Müller: Die Narration im Innovationsmanagement. In: C. Mieke, C. Siemon (Hrsg.): Gründung und Innovation. Logos Verlag, Berlin 2017, ISBN 978-3-8325-4430-0, S. 187–220.
- Klaus-Dieter Müller: Wider den Stillstand. Plädoyer für einen Aufbruch in Politik und Gesellschaft. be.bra verlag, Berlin 2019, ISBN 978-3-86124-724-1.
- Klaus-Dieter Müller: Die Christen und der Populismus. Christliche Werte und die digitalen Medien. Lutherische Verlagsgesellschaft, Kiel 2020, ISBN 978-3-87503-248-2.
- Klaus-Dieter Müller: Licht und Schatten. Gedichte. Photokult Verlag, Berlin 2020, ISBN 978-3-00-065439-8.
- Klaus-Dieter Müller: 2020. Das Leben im Zuviel und die Pandemie. Lutherische Verlagsgesellschaft, Kiel 2021, ISBN 978-3-87503-272-7.
- Klaus-Dieter Müller: Auswege in die Zukunft. Sind wir noch zu retten? Ein Essay. Berlin 2021, ISBN 978-3-7541-6910-0.
- Klaus-Dieter Müller: Mit der Liebe kommt die Angst. Eine autobiografische Reise im Zuviel nach Sinn. Photokult Verlag, Berlin 2021, ISBN 978-3-7549-0112-0.
- Klaus-Dieter Müller: Das Drehbuch deines Lebens. Schreibe es selbst. Epubli, Berlin 2021, ISBN 978-3-7549-2651-2.
- Klaus-Dieter Müller, Cord Siemon, Regina Wallner (Hrsg.): Nachhaltigkeit und Gründung. Start-ups als Agenten der kulturellen Transformation. Kohlhammer Verlag, Stuttgart 2022, ISBN 978-3-17-040664-3.
- Klaus-Dieter Müller: Gott und das ewige Leben. Wahrheit oder Fake? Epubli, Berlin 2022, ISBN 978-3-7565-2699-4.
- Klaus-Dieter Müller: Innovativ, selbständig, sozialdemokratisch. 70 Jahre Arbeitsgemeinschaft Selbständige in der SPD (AGS). Dietz Verlag Bonn, Berlin 2023, ISBN 978-3-8012-0663-5.
- Klaus-Dieter Müller: Schwarzbuch CDU/CSU. Verlag Neues Wissen, Berlin 2023, ISBN 978-3-7578-2303-0.
- Klaus-Dieter Müller: Die AfD würde Deutschland ruinieren. Was die AfD fordert – und welche Folgen es hätte. Lutherische Verlagsgesellschaft, Kiel 2023, ISBN 978-3-87503-321-2.
- Klaus-Dieter Müller: So geht es nicht weiter mit Deutschland. 95 Thesen auf dem Weg zur humanen Gesellschaft. Lutherische Verlagsgesellschaft, Kiel 2024, ISBN 978-3-87503-330-4.
- Klaus-Dieter Müller und Cora Korte: Was uns die Bibel noch zu sagen hat. Die schönsten Bibelstellen mit aktuellem Bezug in Wort und Bild, Lutherische Verlagsgesellschaft, Kiel 2025, ISBN 978-3-87503-340-3.
- Klaus-Dieter Müller: Ein Leben auf der Suche nach Sinn. Eine Anleitung in Bildern und Gedichten, Photokult Verlag Berlin, Berlin 2025
- Klaus-Dieter Müller: Die große alte SPD darf nicht untergehen. Books on Demand Norderstedt 2025, ISBN 978-3-8192-7894-5